# Instituto de Economía Nacional de Turkmenistán
El Instituto de economía nacional de Turkmenistán (en turcomano: Türkmen halk hojalyk instituty; en ruso: Туркменский институт народного хозяйства) es una de las principales universidades del país centroasiático de Turkmenistán y tiene su sede en la capital Asjabad. En general, es la institución líder en el país en el área de la economía.
La misión del Instituto de Economía Nacional de Turkmenistán es estudiar el crecimiento de la economía nacional de Turkmenistán en la transición a una economía de mercado.
El Instituto de Economía Nacional fue fundado en 1980.

## Estructura
En el Instituto hay tres facultades:
- Facultad de Ciencias Económicas
- Facultad de Administración
- Escuela de Mercadeo